# Achelia latifrons
Achelia latifrons är en havsspindelart som först beskrevs av Cole, L.J. 1904.  Achelia latifrons ingår i släktet Achelia och familjen Ammotheidae. Inga underarter finns listade i Catalogue of Life.